# Etnografía del Putumayo
Según el censo de 2018, la población del Putumayo está compuesta en un 78% por mestizos y blancos, un 18,3% por indígenas y un 3,7% por afrodescendientes.
En el censo de 2005 el 76,27% de la población se declaró mestiza o blanca, el 17,97% como indígena y el 5,76% como afrodescendiente.
Los grupos indígenas del departamento son los ingas y los kamsás en el valle de Sibundoy; y los cofánes, ingas amazónicos sionas y uitotos de la porción selvática. También se encuentran comunidades awás, coreguajes, emberas, nasas y pastos, procedentes de los departamentos vecinos.
A finales del siglo XIX y a lo largo de todo el siglo XX, un gran número de colonos procedentes de distintas regiones del país se asentó en el departamento. Según una encuesta llevada a cabo por el INCORA (Instituto Colombiano de la Reforma Agraria) en 1991, el 54,5% de los colonos procedían de Nariño, el 14,6% del Cauca, el 5,7% del Valle del Cauca, el 4,9% del Tolima, el 2,4% del Caquetá, el 2,4% de Cundinamarca, el 1,6% del Meta, el 0,8% del Huila y el 4,9% de otros departamentos.
Un estudio del Ulster Institute for Social Research concluye que la composición genética de los habitantes del Putumayo es 51% amerindia, 38% europea y 11% africana.

## Composición étnica por municipio

### Censo 2005
La siguiente tabla muestra la distribución étnica del Putumayo por municipio según el censo de 2005:
| Municipio         | Mestizos y blancos | Mulatos y negros | Indígenas |
| ----------------- | ------------------ | ---------------- | --------- |
| Colón             | 63.6%              | 0.3%             | 36.1%     |
| Mocoa             | 75.1%              | 6.6%             | 18.3%     |
| Orito             | 59.7%              | 7.9%             | 32.4%     |
| Puerto Asís       | 79.9%              | 7.6%             | 12.5%     |
| Puerto Caicedo    | 70.4%              | 6.5%             | 23.1%     |
| Puerto Guzmán     | 70.0%              | 6.7%             | 23.3%     |
| Puerto Leguízamo  | 62.2%              | 2.6%             | 35.2%     |
| Sibundoy          | 65.4%              | 0.5%             | 34.1%     |
| San Francisco     | 74.4%              | 0.3%             | 25.3%     |
| San Miguel        | 85.3%              | 4.7%             | 10.0%     |
| Santiago          | 38.2%              | 0.1%             | 61.7%     |
| Valle del Guamuez | 88.5%              | 2.5%             | 9.0%      |
| Villagarzón       | 73.1%              | 5.5%             | 21.4%     |
| Putumayo          | 76.3%              | 5.7%             | 18.0%     |

### Censo de 2018
En el censo de 2018 la composición étnica por municipio era la siguiente:
| Municipio         | Mestizos y blancos | Indígenas | Mulatos y negros |
| ----------------- | ------------------ | --------- | ---------------- |
| Colón             | 68,5%              | 30,4%     | 1,1%             |
| Mocoa             | 81,1%              | 15,2%     | 3,7%             |
| Orito             | 76,4%              | 17,9%     | 5,7%             |
| Puerto Asís       | 87,6%              | 8,8%      | 3,6%             |
| Puerto Caicedo    | 81,6%              | 14,5%     | 3,9%             |
| Puerto Guzmán     | 83,5%              | 10,5%     | 6,0%             |
| Puerto Leguízamo  | 62,2%              | 33,7%     | 4,1%             |
| Sibundoy          | 60,0%              | 38,9%     | 1,1%             |
| San Francisco     | 67,1%              | 31,5%     | 1,4%             |
| San Miguel        | 75,6%              | 19,7%     | 4,7%             |
| Santiago          | 39,3%              | 59,5%     | 1,2%             |
| Valle del Guamuez | 83,6%              | 13,1%     | 3,0%             |
| Villagarzón       | 79,8%              | 17,7%     | 2,5%             |
| Putumayo          | 78,0%              | 18,3%     | 3,7%             |